# ДОТ № 131 (КиУР)

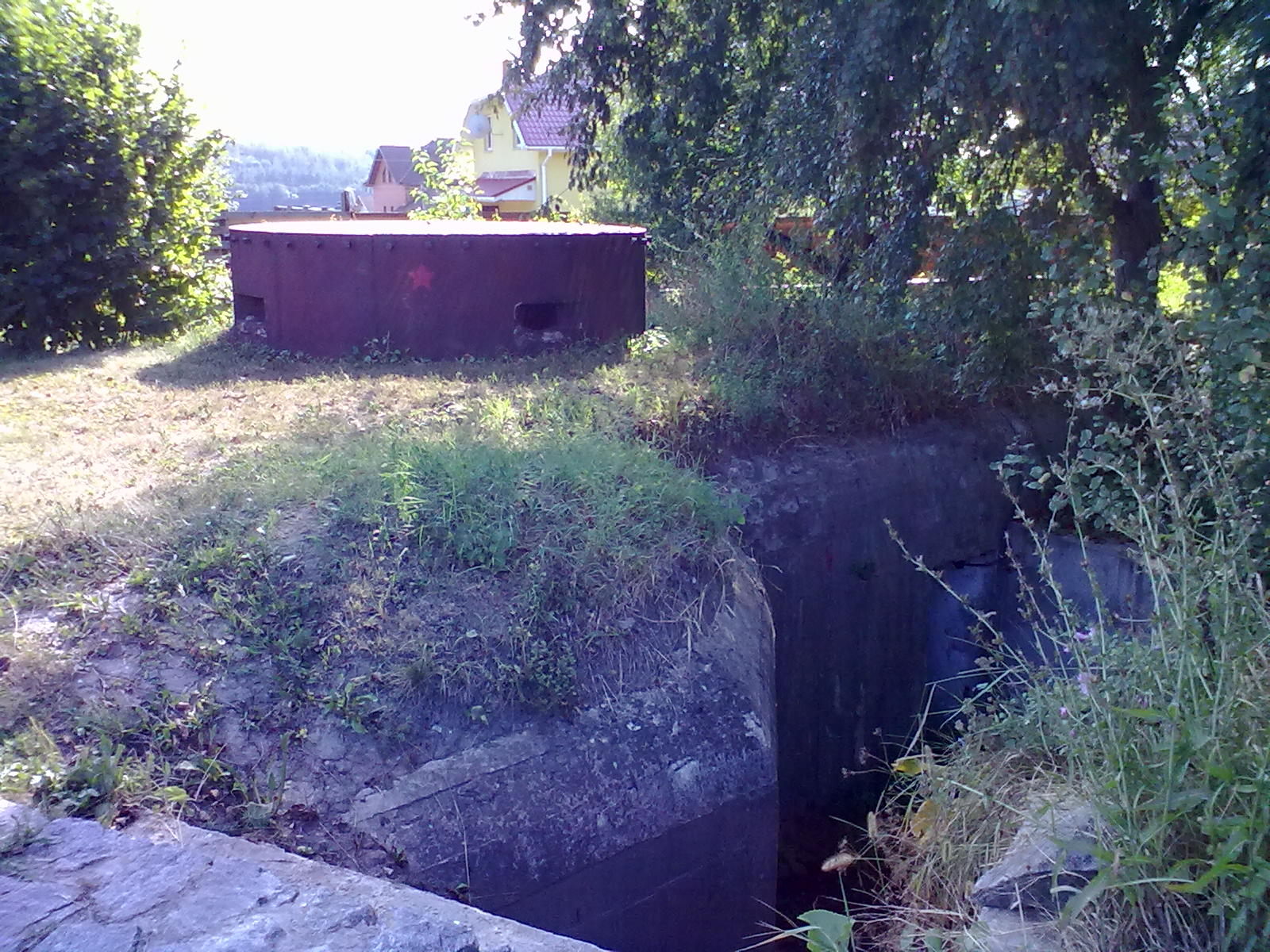
ДОТ № 131. Вид с тыла (с северо-востока).

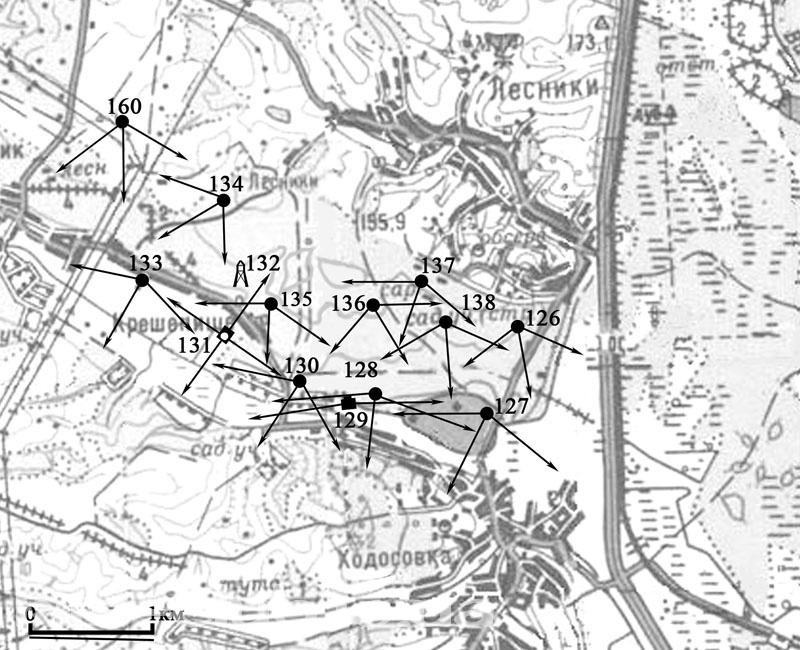
ДОТ № 131 в системе обороны 8-го БРО КиУР

ДОТ № 131 — долговременная огневая точка, расположенная в селе Кременище и входившая в первую линию обороны Киевского укрепрайона.

## История
Пулемётный ДОТ № 131 — одно из наиболее примечательных сооружений на южном участке КиУР. Это одноэтажное железобетонное сооружение с несколькими внутренними помещениями, принадлежит к типу «Б». То есть ДОТ мог выдержать 1 попадание 203-мм гаубичного снаряда и имел противохимическое убежище. Огневая точка имеет бронеколпак с 4 амбразурами для максимум 2 пулемётов, а также 2 амбразуры для защиты входа. Сам бронеколпак, благодаря своим малым размерам, делал ДОТ малоприметным, облегчал маскировку, обеспечивал круговую оборону и усложнял поражение ДОТ артиллерийским огнём. Недостаток подобной конструкции — отсутствие перископа, что усложняло наблюдение за полем боя.
Фортификационное сооружение приняло участие в Отечественной войне и организационно входило в 8-й батальонный район обороны (БРО) КиУР, прикрывающего район села Кременище. Гарнизон состоял из военнослужащих 28-го отдельного пулемётного батальона КиУР под командой лейтенанта Якунина Василия Петровича. Во время первого генерального штурма КиУР, который начали войска 29-го армейского корпуса вермахта 4 августа 1941 года, штурмовые группы 95-й пехотной дивизии уничтожили гарнизон зарядами взрывчатки, в частности пробив пол в бронеколпаке, и горючей смесью из пехотных огнемётов. После окончания боёв местное население похоронило погибших защитников недалеко от своего ДОТ.

## Современность
ДОТ № 131 уцелел и очень популярен среди киевских краеведов и экскурсоводов, имеет статус памятника истории местного значения.

## Галерея

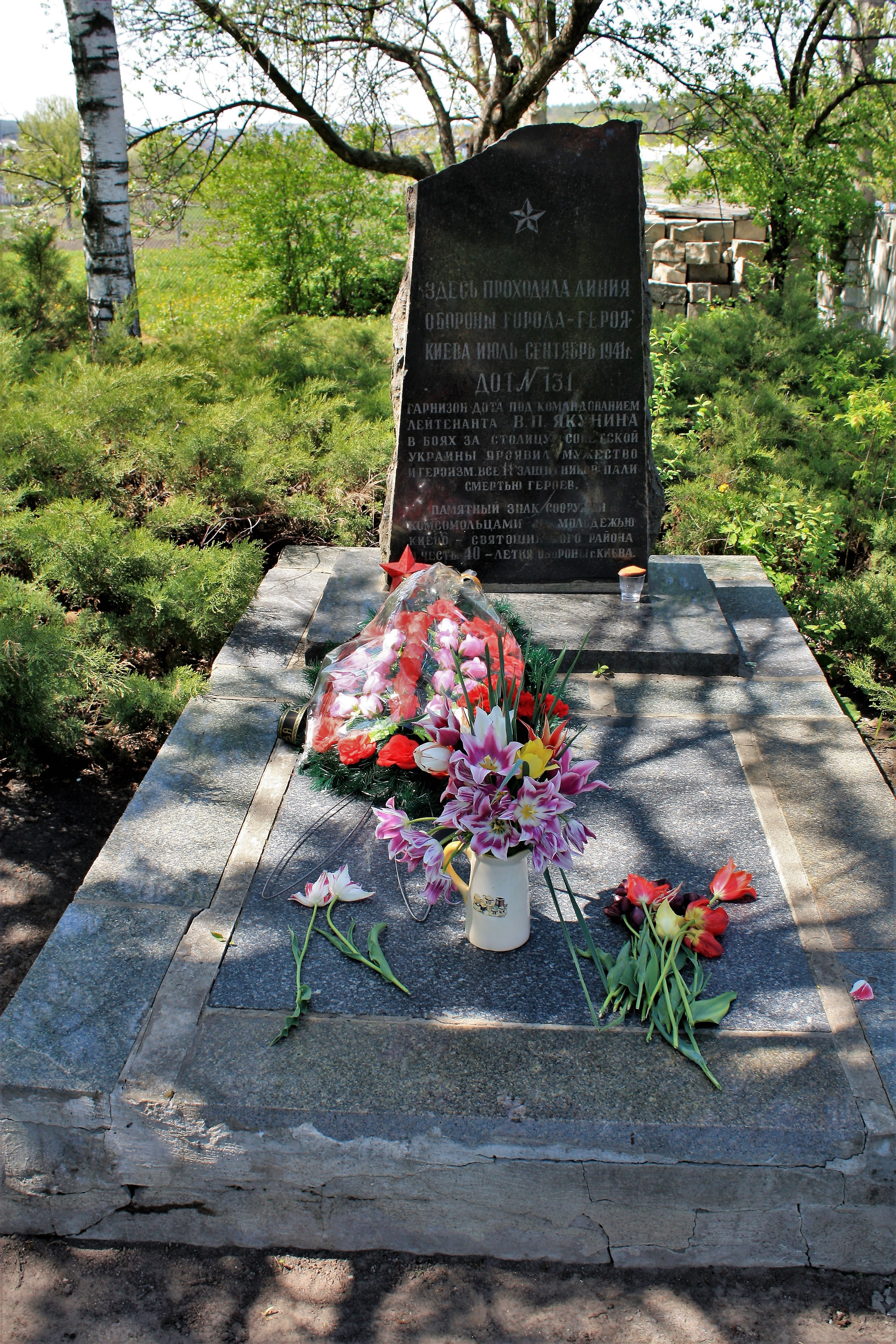
Могила гарнизона ДОТ № 131.
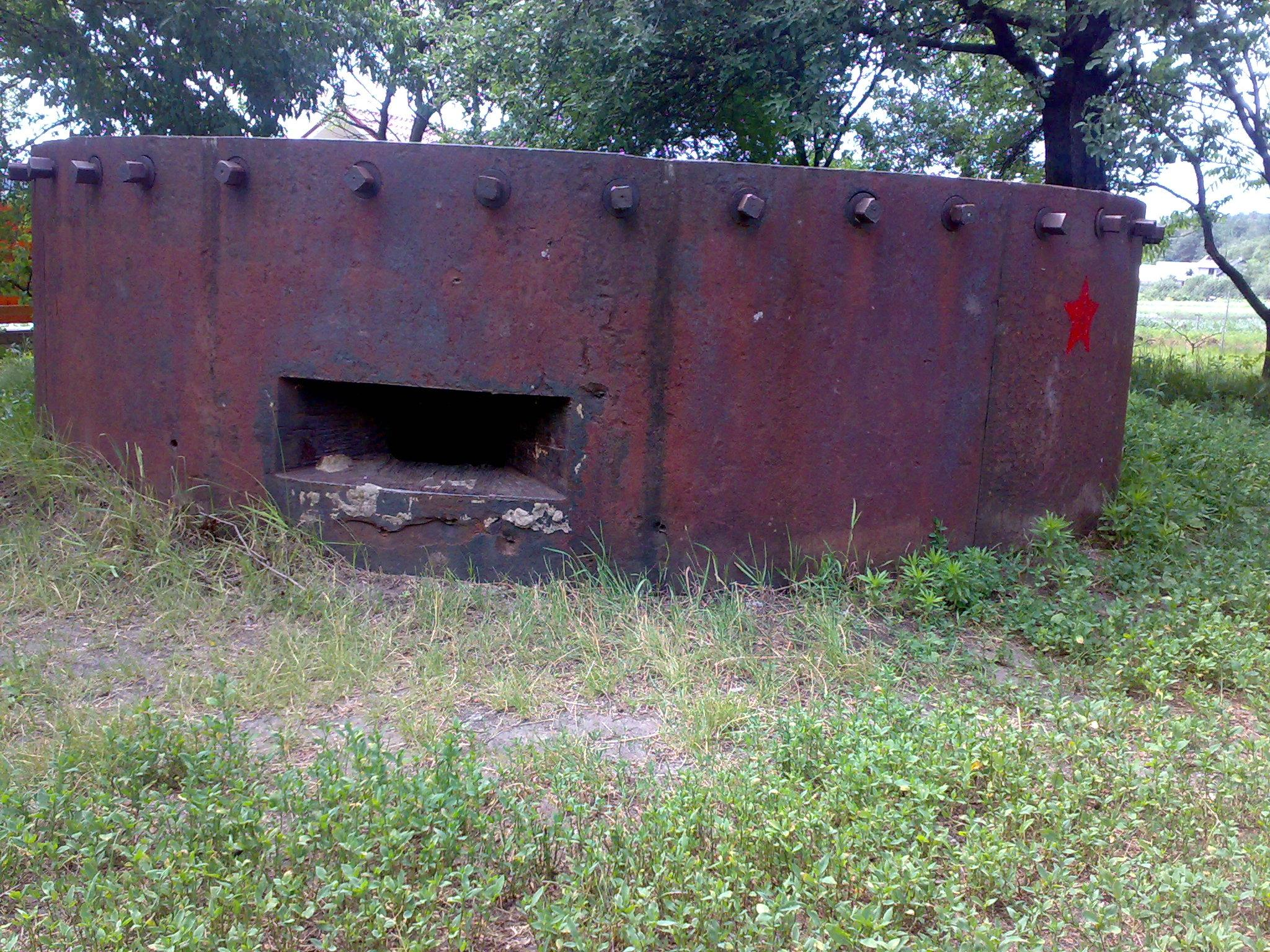
Вид на бронеколпак.
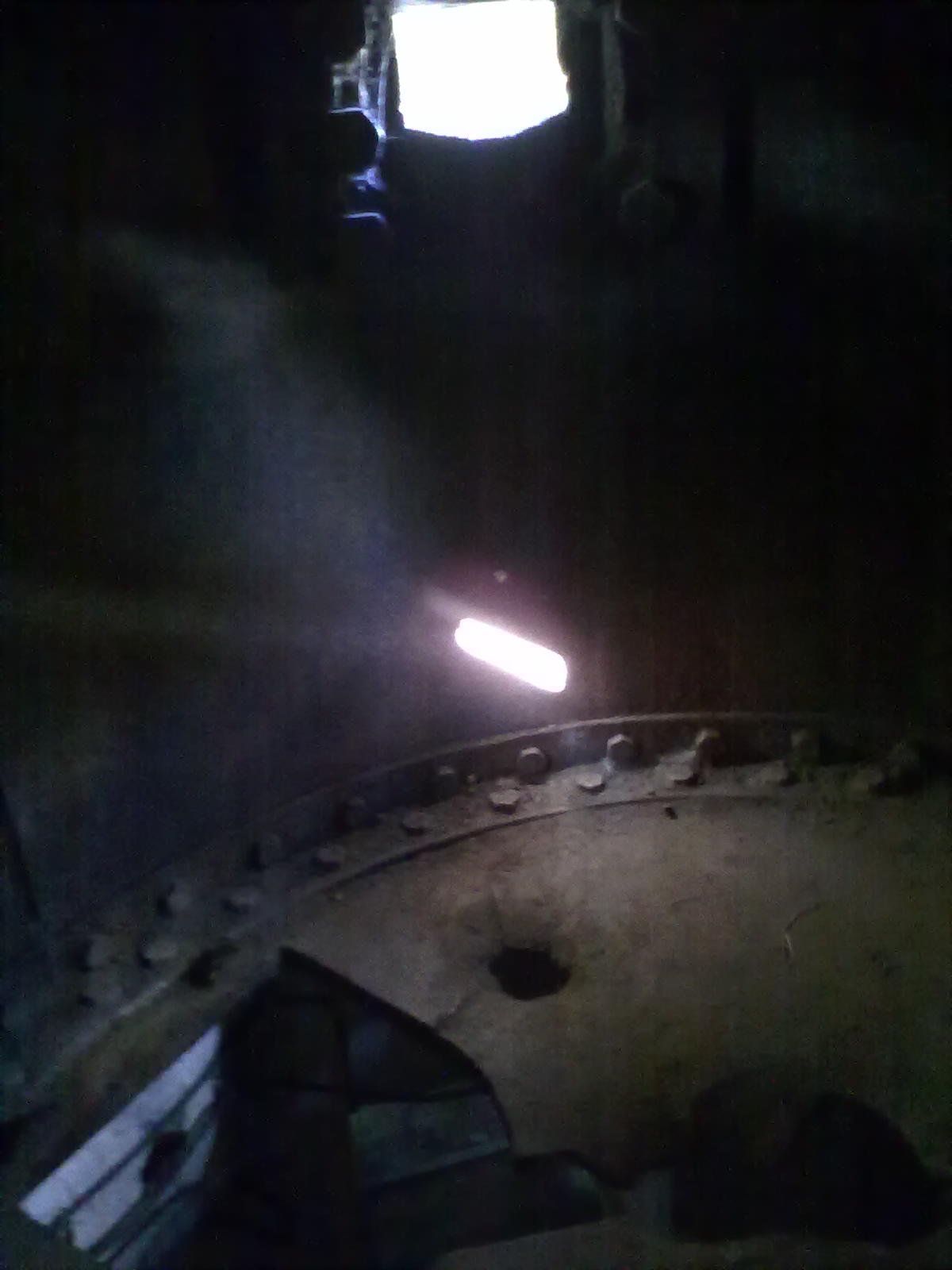
Вид на пол бронеколпака, пробитый взрывом во время штурма в 1941 году.
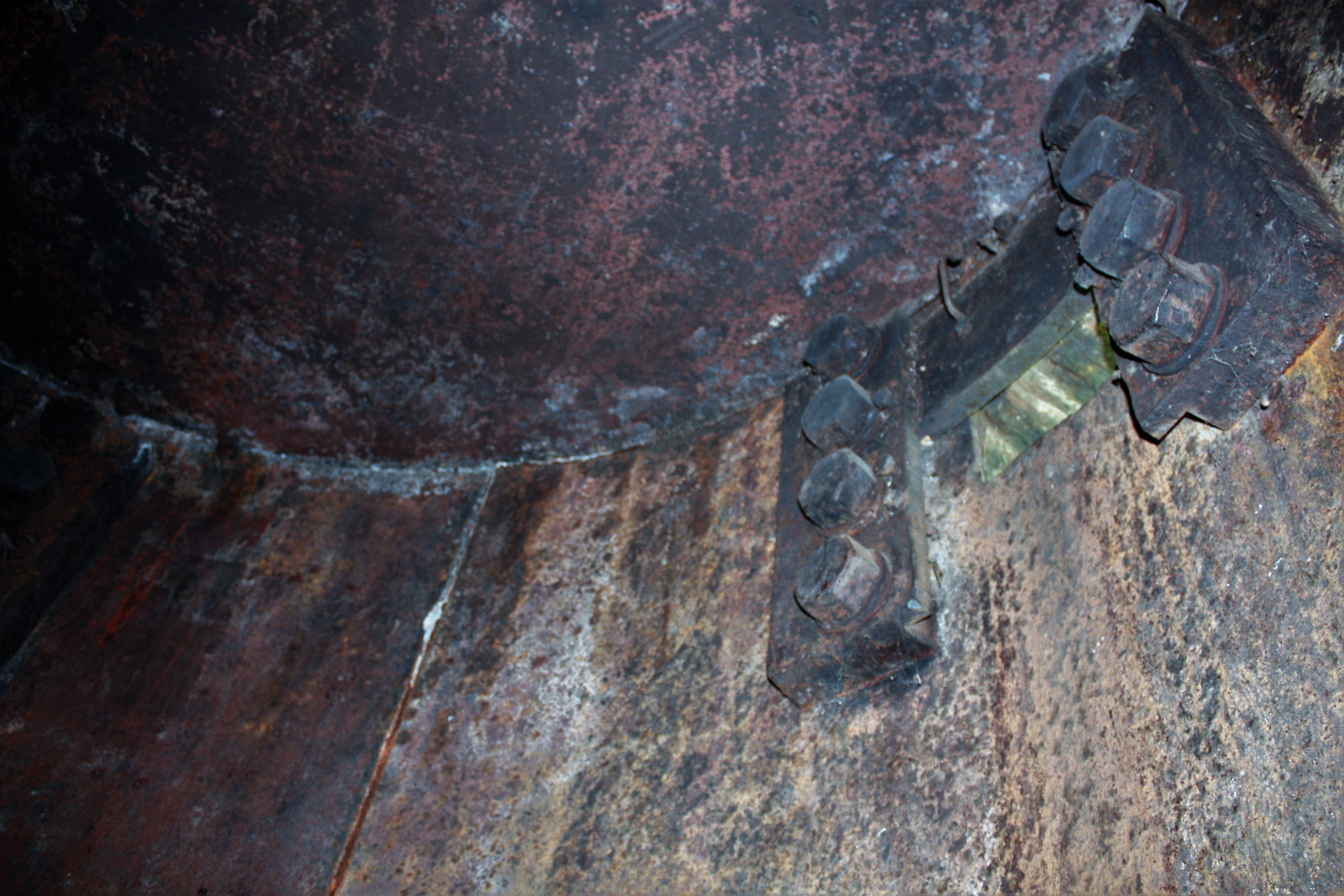
Вид на потолок и амбразуру бронеколпака.